# Соборная мечеть (Минск)
Соборная мечеть — мечеть в Минске. Находится на улице Грибоедова, 29.

## История

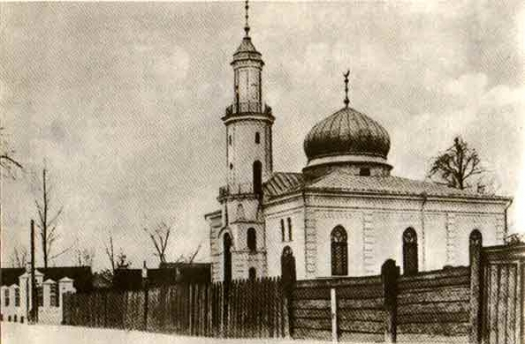
Минская мечеть

Первая деревянная мечеть появилась в Минске в районе проживания татар (позже получил название Татарская слобода) в 1599 году. В начале XX века на месте старой деревянной, возведена новая каменная мечеть, разрушенная в 1962 году для строительства гостиницы «Юбилейная». У мечети находилось татарское кладбище, которое также было уничтожено в 1974 году.
В 1997 году архитекторы Борис Александров и Владимир Трацевский разработали проект реставрации мечети.
Первый камень соборной мечети был заложен в 2004 году. В начале проект финансировался благотворительной организацией «Rabbita» из Саудовской Аравии. Позже появились спонсоры из России и Турции, а в 2010 году строительство остановилось.
Строительство мечети было завершено в 2016 году и является подарком белорусским мусульманам от Религиозного фонда Турции. В торжественном открытии мечети 11 ноября 2016 года приняли участие Президент Республики Беларусь Александр Лукашенко и Президент Турции Реджеп Тайип Эрдоган.

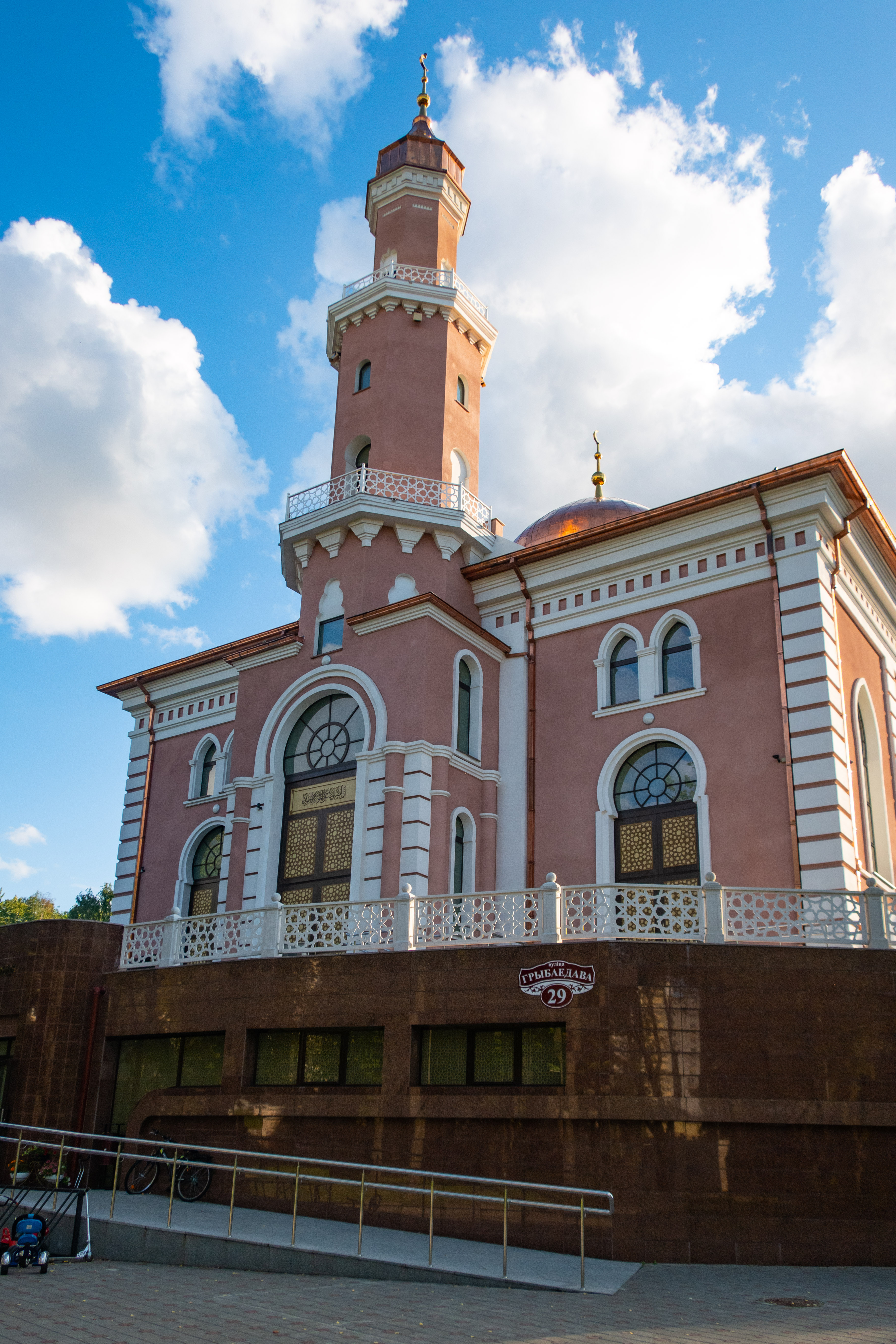
Главный фасад

В 2019 году в соборной мечети открыт Музей ислама. В экспозицию вошли собранные как в Беларуси, так и за рубежом артефакты, рассказывающие об истории ислама на белорусских землях.